# Beau Bridges

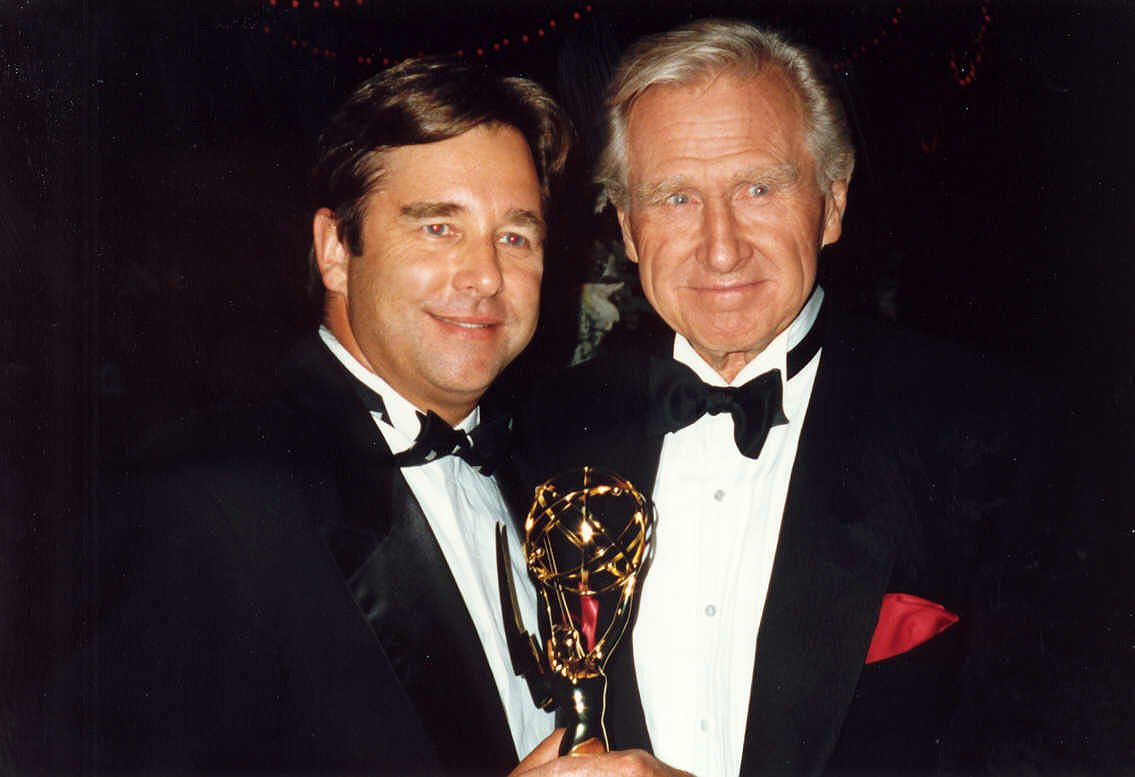
Beau och fadern Lloyd Bridges.

Lloyd Vernet "Beau" Bridges III, född 9 december 1941 i Hollywood, Los Angeles, Kalifornien, är en amerikansk skådespelare. Han är son till skådespelarna Dorothy Bridges och Lloyd Bridges och bror till skådespelaren Jeff Bridges.
Bridges hade några småroller i film redan som barn, men var mer intresserad av en framtid som basketbollstjärna. Han var dock för kortvuxen för en professionell karriär och återvände till filmen. Bridges har ofta spelat prydliga och ordentliga män.

## Filmografi i urval
- 1948 – Hasard
- 1949 – Den röda ponnyn
- 1962–1963 – Ensign O'Toole (TV-serie) (32 avsnitt)
- 1963 – Prärie (TV-serie) (1 avsnitt)
- 1965 – The F.B.I. (TV-serie) (1 avsnitt)
- 1966 – Jagad (TV-serie) (1 avsnitt)
- 1966 – Krutrök (TV-serie) (1 avsnitt)
- 1967 – Bröderna Cartwright (TV-serie) (1 avsnitt)
- 1970 – Landlord
- 1972 – Den dödliga leken
- 1979 – Norma Rae
- 1984 – Hotell New Hampshire
- 1989 – De fantastiska Baker Boys
- 1991 – Röster från andra sidan graven (TV-serie) (1 avsnitt)
- 1993–1994 – Harts of the West (TV-serie) (15 avsnitt)
- 1996 – Jerry Maguire
- 1999 – Vad vinden sår (TV-film)
- 2001–2003 – The Agency (TV-serie) (32 avsnitt)
- 2002 – Will & Grace (TV-serie) (1 avsnitt)
- 2005–2008 – My Name Is Earl (TV-serie) (7 avsnitt)
- 2005–2007 – Stargate SG-1 (TV-serie) (35 avsnitt)
- 2005–2006 – Stargate Atlantis (TV-serie) (5 avsnitt)
- 2006 – Min vän Charlotte
- 2008 – Stargate: The Ark of Truth
- 2008 – Stargate: Continuum
- 2008 – Max Payne
- 2009 – Desperate Housewives (TV-serie) (1 avsnitt)
- 2011 – The Descendants
- 2011–2012 – White Collar (TV-serie) (3 avsnitt)
- 2012 – Columbus Circle
- 2013–2015 – Masters of Sex (TV-serie) (21 avsnitt)
- 2016–2017 – Bloodline (TV-serie) (12 avsnitt)
- 2018–2020 – Homeland (TV-serie) (6 avsnitt)
- 2019 – Goliath (TV-serie) (5 avsnitt)